# Электрофорез ДНК

Фотография агарозного геля после электрофореза ДНК. Левая дорожка — фрагменты ДНК известной длины

Результат электрофоретического разделения продуктов ПЦР. Агарозный гель окрашен бромистым этидием, флуоресцирующим под действием ультрафиолета (здесь с длиной волны 312 нм)

Электрофорез ДНК в агарозном геле — аналитический метод, применяемый для разделения фрагментов ДНК по длине. Основан на разной скорости движения фрагментов разной длины при движении в геле под действием внешнего электрического поля.
Одно из применений метода — исследование плазмидной ДНК. Она обычно кольцевая и образует вторичные структуры, например, скручивается в суперспираль. Таким образом, чтобы определить размер плазмиды, необходимо разрушить элементы вторичной структуры. Для этого перед нанесением на гель плазмиду «линеаризуют» (делают линейной), то есть обрабатывают одной из рестриктаз (эндонуклеаз). Рестриктазу выбирают так, чтобы она разрезала плазмиду только в одном месте.
Для разделения фрагментов ДНК разной длины используют гель с различной концентрацией агарозы. Чем меньше длина разделяемых фрагментов ДНК, тем больше должна быть концентрация агарозы:
| Длина разделяемых фрагментов ДНК, п. о. | Концентрация агарозы, % |
| --------------------------------------- | ----------------------- |
| 50-1500                                 | 2                       |
| 300-3000                                | 1,5                     |
| 400-6000                                | 1,2                     |
| 500-10000                               | 1                       |
| 800-10000                               | 0,7                     |
| 1000-20000                              | 0,5                     |

При проведении электрофореза фрагменты ДНК мигрируют в геле под воздействием сил электрического поля. Дело в том, что сахарофосфатный остов молекул ДНК заряжен отрицательно и поэтому цепи ДНК двигаются от катода, заряженного отрицательно, к положительному аноду. Более длинные молекулы мигрируют медленнее, так как задерживаются в геле, более короткие молекулы двигаются быстрее.
Перед началом электрофореза к образцам принято добавлять два разных красителя с кислым значением pH (часто для этих целей используют ксиленовый голубой и бромфеноловый синий), чтобы визуализировать ход электрофореза и утяжелять образцы глицерином (до 20 % глицерина в образце). Краситель также необходим для того, чтобы определить, когда стоит остановить процесс.
Электрофорез проводится в камере, заполненной буферным раствором. Чаще всего используются буферы, содержащие ЭДТА, трис, а также борную или уксусную кислоты. Соответственно, буфер, содержащий борную кислоту, называется TBE (tris-borate-EDTA), а буфер, содержащий уксусную кислоту, — TAE (tris-acetate-EDTA). Концентрации маточных растворов TBE и TAE составляют 6x и 50x соответственно, если сравнивать с их рабочими концентрациями. Буфер необходим для повышения ионной силы раствора, в котором будет происходить разделение молекул ДНК под действием приложенного электрического поля.
После разделения (иногда краситель вносят в расплавленную агарозу) фрагменты ДНК разной длины визуализируют при помощи флюоресцентных красителей, специфично взаимодействующих с ДНК, например, агарозные гели обычно красят бромистым этидием, который интеркалирует между азотистыми основаниями дуплекса и флюоресцирует в УФ-лучах.
Определение размеров производят путём сравнения наборов коммерческих фрагментов ДНК известной длины («DNA ladder», «линейка», «маркеры ДНК») и ДНК в проверяемых образцах. Обычно в коммерческих маркерах указывают и содержание отдельных фрагментов, чтобы можно было, сопоставив интенсивность полос, быстро оценить концентрацию ДНК в проверяемых образцах. При необходимости ДНК маркеры для геля можно изготовить самостоятельно, если обработать плазмиду рестриктазой, которая режет её в нескольких местах. Для этого выбирается эндонуклеаза, при действии которой образуются 5-6 фрагментов различной длины.
Обычно для электрофоретического анализа ДНК используют агарозные гели, но если разделяемые фрагменты ДНК имеют длину всего в несколько десятков нуклеотидных пар, то можно использовать полиакриламидный гель. Полиакриламидный гель также используют для высокого разрешения коротких молекул ДНК, при секвенировании ДНК.